# Campaña de Filé
La Campaña de Filé fue la guerra civil que resultó de la imposición de una oligarquía espartana en Atenas y que concluyó con la restauración de la democracia ateniense.

## Preludio
Los Treinta estaban escasos de fondos y esto les llevó a perseguir a los atenienses ricos utilizando como justificación para ello sus opiniones políticas. En consecuencia, muchos de estos huyeron a Beocia y Corinto, que ofrecían asilo por su hostilidad a Esparta.

## La campaña

El Ática y la ubicación de Filé, lugar del primer combate de la campaña.

En deferencia a los deseos de Esparta y también a causa de la falta de fondos, los Treinta habían dejado las fortalezas fronterizas atenienses sin guarnición, lo que permitió a un grupo de exiliados de la ciudad apoderarse de la de Filé  en el 404 o 403 a. C. Trasíbulo, el cabecilla de los exiliados, que en un principio eran apenas setenta, tenía reputación de demócrata moderado y era la persona ideal para reunir en torno a sí a todos los opositores demócratas contrarios al gobierno de los Treinta.  Estos enviaron contra Filé un destacamento de caballería ateniense y de espartanos, al que Trasíbulo batió en dos ataques por sorpresa en la llamada batalla de Filé. Trasíbulo marchó seguidamente hacia El Pireo y derrotó a la hueste que los Treinta despacharon contra él en la batalla de Muniquia.
La primera reacción de Esparta fue enviar un grupo de mercenarios al mando de Lisandro con el claro objetivo de devolver el poder a los Treinta. Muy poco después, sin embargo, mandó al rey Pausanias con un contingente de la liga del Peloponeso. Aunque este derrotó a los demócratas en la batalla de El Pireo, entabló luego negociaciones con ellos y aceptó el restablecimiento de la democracia, si bien insistió en la separación de Eleusis del territorio ateniense; la ciudad debía servir de refugio a los oligarcas.

## Consecuencias
La facción de Lisandro de Esparta se enojó mucho y junto con el rey Agis llevó a Pausanias a juicio a finales de 403 a. C. El cargo exacto es incierto, pero la esencia se supone que había sido suave en Atenas. 15 de la Gerusía, incluyendo a Agis, lo hallaron culpable y 14 estuvieron en contra, pero los 5 éforos no lo hallaron culpable por lo que fue absuelto.